# Philippe Ménard
Joseph Mathieu Louis Philippe Ménard, né à Saint-Jean-sur-Richelieu le 13 août 1982, est un chef d'orchestre, arrangeur et orchestrateur canadien.
Diplômé du Conservatoire de musique de Montréal en direction d'orchestre, il est le chef fondateur du Chœur et Orchestre philharmonique des musiciens étudiants de Montréal (OPMEM) dont il est le directeur artistique de sa création jusqu'à la saison 2019-2020. Il est également le directeur artistique de l'Orchestre de Chambre Sérénade depuis 2015, ensemble également basé à Montréal.

## Biographie

### Jeunesse
Philippe Ménard grandit à Farnham, une petite ville dans les Cantons-de-l'Est au Québec. À l'âge de huit ans, il intègre les rangs de la chorale de la Paroisse Saint-Romuald et l'année suivante il commence les cours de piano. À son entrée à l'école secondaire, il se familiarise avec plusieurs instruments à vents dont la clarinette, le saxophone, le cor, le tuba et la trompette, tout en continuant de se perfectionner au piano. Parallèlement à ses études secondaires et collégiales, Philippe Ménard intègre le mouvement des Cadets royaux de l'Armée canadienne et il peut se perfectionner dans plusieurs domaines musicaux à l'École de musique des cadets de la Région de l'Est.

### Études musicales
Philippe Ménard opte finalement pour la trompette en tant qu'instrument principal dans la continuation de ses études au CÉGEP de Saint-Laurent, dans la classe de Guy Archambault. Il poursuit sa formation en piano mais commence également la maîtrise de l'art vocal dans la classe de la soprano colorature canadienne Yolande Parent. Son parcours l'amène à poursuivre ses études en chant classique au baccalauréat avec Yolande Parent à l'Université de Montréal. Il se perfectionne notamment à l'analyse et l'harmonie avancée avec Sylvain Caron, en technique d'orchestration avec les compositeurs François Hugues Leclair et Alan Belkin ainsi que l'étude de musique de film avec Michel Longtin.
Il approfondit la direction d'orchestre au sein du Conservatoire de musique de Montréal, dans la classe de Raffi Armenian. Il se perfectionne en analyse musicale, en orchestration mais également en direction de choeur avec Louis Lavigueur. Il assiste également, sur une base régulière de 2007 à 2011, aux répétitions de l'Orchestre Métropolitain avec Yannick Nézet-Séguin, mais aussi aux répétitions de l'Orchestre symphonique de Montréal avec Kent Nagano. Il obtient le premier prix et la maîtrise du conservatoire lors de son concours en direction d'orchestre le 11 avril 2011. C'est pendant ses études de maîtrise qu'il fonde l'Orchestre philharmonique des musiciens étudiants de Montréal, ensemble voué à la formation professionnelle des musiciens étudiants.
Philippe Ménard étudie également auprès de Gilles Auger, lors d’ateliers de direction d’orchestre avec l’Orchestre symphonique de Lévis en 2011 et 2012, avec Kenneth Kiesler (en) et l'Orchestre du Centre national des arts d'Ottawa en 2012, et enfin avec Johannes Schlaefli et le North Czech Philharmonic Orchestra à l’Académie européenne de musique, édition 2012.

### Sa carrière
Dès la fin de ses études, il est sélectionné pour être assistant-chef de l’Orchestre de l’Académie nationale du Canada, affilié au Brott Music Festival à Hamilton, pour la saison estivale 2011. Il est également chargé de cours de formation auditive et de technique d'écriture pour le département de musique de la Faculté des Arts de l'Université du Québec à Montréal, de 2012 à 2016. À partir de 2012, l'OPMEM devient officiellement orchestre en résidence dans cette même université,.
Plusieurs projets voient le jour, entre autres : Un concert hommage en 2014 au centième anniversaire de naissance du chanteur québécois Félix Leclerc, dans le cadre du colloque Pieds nus dans l'aube… du XXIe siècle : L'œuvre de Félix Leclerc, héritage et perspectives ou la présentation du drame musique de Leonard Bernstein West Side Story, en mars 2015, dans une mise en scène d'Angela Konrad et une chorégraphie de Manon Oligny.

C'est également dans ces années que Philippe Ménard développe des partenariats pour réaliser des projets de plus grande envergure. De 2014 à 2016, il dirige, dans des coproductions avec la maison Opéra Immédiat, Die Fledermaus de Johann Strauss II, Carmen de George Bizet, Aïda de Giuseppe Verdi avec la soprano canadienne Marie-Josée Lord, ou encore L'elisir d'amore de Gaetano Donizetti. Deux collaborations avec l'École supérieure de ballet du Québec, à la salle Pierre-Mercure en 2014 et 2015, avec la présentation du ballet Les Sylphides de Frédéric Chopin, ainsi que du ballet La Bayadère de Léon Minkus. En 2017, il est engagé par la Société de musique contemporaine du Québec et son directeur artistique, Walter Boudreau, pour diriger la Symphonie du Millénaire : Prise II, un collectif de dix-neuf compositeurs présenté à la basilique de l'Oratoire Saint-Joseph. Il crée également le chœur de l'OPMEM en 2016, pour ouvrir sa programmation aux œuvres chorales à plus grand déploiement, dont Un Requiem allemand de Johannes Brahms, le Stabat Mater d'Antonín Dvořák ou encore le Requiem de Verdi.
En 2015, il est choisi par l'Orchestre de chambre Sérénade à titre de nouveau directeur artistique de l'ensemble, ensemble qu'il dirige toujours à ce jour. En 2017, dans le cadre des festivités du 375e anniversaire de la ville de Montréal, il assume la direction musicale du théâtre musical Montréal au féminin, qui présente l'importance et le rôle des femmes dans le développement de Montréal. En 2018, il donne le concert Dans une Galaxie lointaine, très lointaine. Même en période de pandémie, il continue de se démarquer, notamment par un concert célébrant les 55 ans de la Société de musique contemporaine du Québec avec la monumentale Universe Symphony du compositeur canadien Steven Gellman (en).
Par ailleurs, Ménard est régulièrement invité pour être membre de jury, en particulier pour le Festival et concours de musique classique de Lanaudière ou encore le Festival des harmonies et orchestres symphoniques du Québec.